# ハインリヒ・ラインハルト

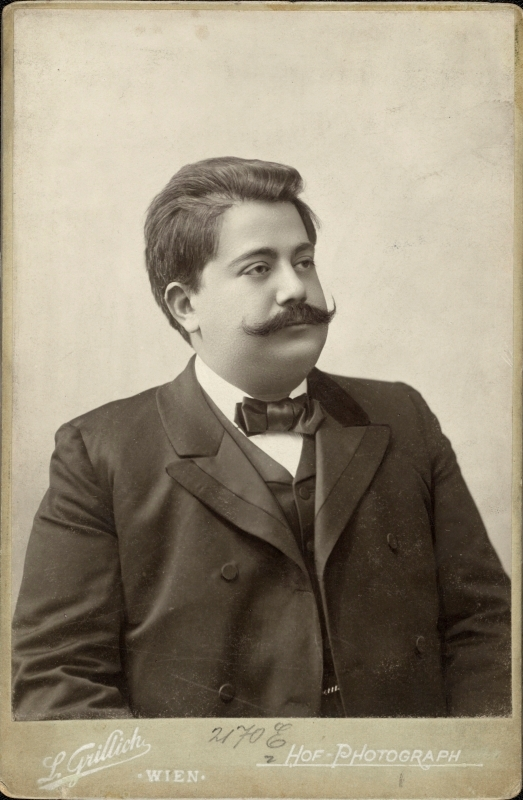
ルートヴィヒ・グリリッヒ撮影、1900年

ハインリヒ・ラインハルト（Heinrich Reinhardt, *1865年4月13日 プレスブルク（現ブラチスラヴァ） - †1922年1月31日 ウィーン）は、20世紀初頭のオーストリア＝ハンガリー帝国で成功したオペレッタの作曲家。

## 略歴
ハンガリー王国において宝石商の息子に生まれる。ウィーンに上京してウィーン楽友協会音楽院に進学し、アントン・ブルックナーに作曲を師事。熟練したピアニストやオルガニストとなるが、数々の楽器に通じていたことから後に作曲や編曲ですぐれた管弦楽法の手腕を発揮した。1890年から1900年にかけて数々の歌曲やピアノ曲、サロン音楽に加えて、歌劇《愛の女王（Die Minnekönigin ）》（1895年）を出版している。また、音楽評論家や音楽ジャーナリストとしてウィーンの数々の新聞に寄稿したが、最初のオペレッタ《かわいいお嬢さん（Das süsse Mädel）》（1901年10月25日にウィーン・カール劇場にて初演）が大成功を収めると、文筆業を止めた。《かわいい女中さん》は、声楽や舞曲の喜劇的な様式に明らかなように、ウィーンのオペレッタの「黄金時代」から「白銀の時代」への移行期の始まりを告げるものとなった。しかしながら、その後のたくさんの作品は、エドムント・アイスラーやフランツ・レハール、オスカー・シュトラウスやレオ・ファルらのオペレッタの陰に隠れた。1914年から1922年までオーストリア作曲家組合（Österreichischen Komponistenbund）の会長を務めた。

## 主要作品一覧

### オペラ
- 愛の女王 （Die Minnekönigin） （1895年）
- 傭兵 （Der Söldner） （1922年）

### オペレッタ
- かわいいお嬢さん （Das süsse Mädel） （1901年）
- 愛しい宝物 （Der liebe Schatz） （1902年）
- 総領事 （Der General-Konsul） （1904年）
- 平時の戦争 （Krieg im Frieden） （1906年）
- かわいい浮気娘たち （Die süssen Grisetten） （1907年）
- みんなのメルヘン （Ein Märchen für alles） （1908年）
- 炭酸水の妖精 （Die Sprudelfee） （1909年）
- シャム双生児 （Die siamesischen Zwillinge） （1909年）
- 学生結婚 （Studentenhochzeit） （1910年）
- 変人嬢 （Miss Exzentrik） （1910年）
- ナポレオンとその妻 （Napoleon und die Frauen） （1911年）
- 姫君グレートル （Prinzessin Gretl） （1914年）
- 第一夫人 （Die erste Frau） （1915年）
- 王の貴賓 （Der Gast der Königs） （1916年）
- 幸運のらっぱ吹き （Der Glückstrompeter） （1922年）
- お針子の恋 （Grisettenliebe （1928年）
- デルフトの靴屋 （Der Schuster von Delft） （創作年不明）

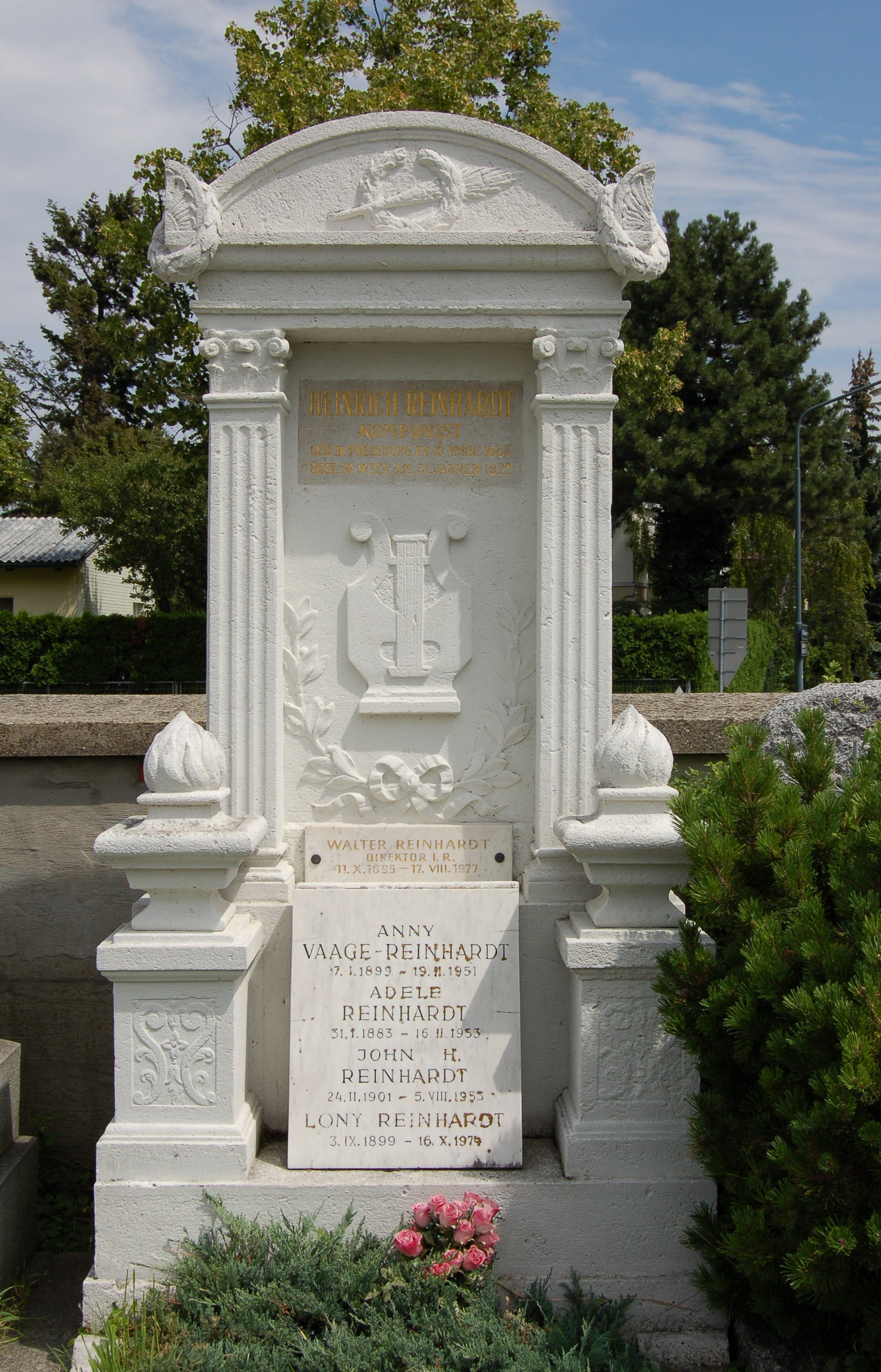
デープリング墓地のラインハルトの墓